# 三井吉正
三井 吉正（みつい よしまさ、天正12年（1584年） - 寛永2年5月29日（1625年7月3日））は、江戸時代初期の旗本。三井弥一郎の嫡子。母は正栄院。正室は大久保長安の娘。通称弥一郎、十右衛門。官位は従五位下左衛門佐。法名道徹。

## 経歴
武田家遺臣の三井弥一郎の子として生まれる。天正12年（1584年）に弥一郎が小牧・長久手の戦いで討ち死にし、天正15年（1587年）、母の正栄院が奥勤めに上がる際に共に大奥に召し置かれた。成長後徳川家康に近侍し、遠江国城東郡、武蔵国都筑郡の内で1,500石を賜る。
慶長8年（1603年）、御徒頭に就任。
寛永2年（1625年）5月29日、死去。享年42。墓所は増上寺。跡を息子の三井吉次が継いだ。